# Hooglandlevertangare
De hooglandlevertangare (Piranga lutea) is een zangvogel uit de familie Cardinalidae (kardinaalachtigen).

## Verspreiding en leefgebied
Deze soort telt 6 ondersoorten:
- P. l. testacea: Costa Rica en Panama.
- P. l. lutea: van zuidwestelijk Colombia tot het westelijke deel van Centraal-Bolivia.
- P. l. desidiosa: het westelijke deel van Centraal-Colombia.
- P. l. toddi: centraal Colombia.
- P. l. faceta: Trinidad, noordelijk Colombia en noordwestelijk Venezuela.
- P. l. haemalea: zuidelijk Venezuela, de Guyana's en noordelijk Brazilië.